# نووا وس (ناحیه لوونی)
نووا وس (ناحیه لوونی) (به چکی: Nová Ves) یک منطقهٔ مسکونی در جمهوری چک است که در ناحیه لوونی واقع شده‌است. نووا وس ۶٫۱۱ کیلومتر مربع مساحت و ۹۶ نفر جمعیت دارد و ۳۷۰ متر بالاتر از سطح دریا واقع شده‌است.